# Mazıx
Mazıx è un comune dell'Azerbaigian situato nel distretto di Zaqatala. Conta una popolazione di 1 796 abitanti.